# René Gabzdyl
René Gabzdyl (25. července 1943 Ostrava – 30. prosince 2005 Praha) byl český zpěvák, herec, tanečník a textař. Proslavil se hlavně v divadle Semafor, v Hudebním divadle Karlín a v divadle Rokoko.

## Životopis a kariéra
René Gabzdyl se narodil 25. července roku 1943 v Ostravě do rodiny tanečníků. Jeho rodiče se oba věnovali tanci profesionálně a jeho strýc byl hudebníkem v ostravském divadle. Přibližně v roce 1962 nastoupil René na Univerzitu v Olomouci, kde se začal věnovat biologii a zeměpisu. Během studií začínal svou kariéru jako textař a choreograf v kabaretu SKUMAFKA (SKUpina MAlých Forem KAbaretu). Studia předčasně ukončil a vysokou školu již nedostudoval. V roce 1965 mu nabídlo spolupráci pražské hudební divadlo Semafor. Zde se účastnil her Člověk z půdy (rozhlasová verze, 1965), Zuzana je všude jako doma (1965) a Dobře placená procházka (1965). Účinkoval i ve stejnojmenném filmu Dobře placená procházka (1966, režie Miloš Forman a Ján Roháč) spolu s Jiřím Šlitrem, Jiřím Suchým, Evou Pilarovou a Hanou Hegerovou. Poté Semafor opustil a nastoupil do divadla Rokoko. V divadle Rokoko se podílel na muzikálu Gentlemani (1967). Zbytek své umělecké kariéry strávil v Hudebním divadle Karlín.
V tomto divadle působil až do roku 1991. Hrál také v několika filmech (názvy jsou uvedeny v kapitole „filmy a televizní seriály“).
René Gabzdyl zemřel v nemocnici roku 2005.

## Filmy a televizní seriály

### Filmy
- 1966 – Dobře placená procházka
- 1967 – Dívka s třemi velbloudy
- 1968 – Pasťák
- 1969 – Flirt se slečnou Stříbrnou
- 1970 – Úsměvy a slzí třpyt
- 1970 – Případ pro začínajícího kata
- 1971 – Almara
- 1971 – Hry lásky šálivé
- 1971 – kráska a zvíře
- 1973 – Kdo je vinen?
- 1973 – Čertova stěna
- 1973 – Jakou barvu má láska
- 1974 – Dlouhá cesta
- 1974 – Bílý akát
- 1977 – Zítra vstanu a opařím se čajem
- 1977 – Rusalka
- 1979 – Poprask na silnici E 4
- 1979 – Rosnička
- 1980 – Žebravý student
- 1982 – Giuditta
- 1983 – Babičky, dobíjejte přesně!
- 1983 – Tři veteráni
- 1984 – Komediant
- 1986 – Můj hříšný muž
- 2000 – Smlouva s ďáblem

### Seriály
- 1986 – Bylo nás šest
- 1986 – Loučení
- 1988 – Malé dějiny jedné rodiny